# Helanthium bolivianum
Helanthium bolivianum är en svaltingväxtart som först beskrevs av Henry Hurd Rusby, och fick sitt nu gällande namn av Lehtonen och Myllys. Helanthium bolivianum ingår i släktet Helanthium och familjen svaltingväxter. Inga underarter finns listade.